# Quận Anderson, Texas
Quận Anderson là một quận thuộc tiểu bang Texas, Hoa Kỳ.
Quận Anderson, Texas có diện tích 2.792  km², dân số năm 2000 là 55.109 người.

## Thông tin nhân khẩu
Theo điều tra dân số 2 năm 2000, quận có dân số 55.109 người, 15.678 hộ, và 11.335 gia đình sống trong quận. Mật độ dân số là 52 người cho mỗi dặm vuông (20/km ²). Có 18.436 đơn vị nhà ở với mật độ trung bình là 17 cho mỗi dặm vuông (7/km ²). Cơ cấu dân số quận gồm 66,44% người da trắng, 23,48% da đen hay Mỹ gốc Phi, 0,64% người Mỹ bản xứ, 0,45% người châu Á, Thái Bình Dương 0,03%, 8,00% từ các chủng tộc khác, và 0,96% từ hai hoặc nhiều chủng tộc. 12,17% dân số là người Hispanic hay Latino thuộc chủng tộc nào.
Có 15.678 hộ, trong đó 34,10% có trẻ em dưới 18 tuổi sống chung với họ, 55,50% là các cặp vợ chồng sống với nhau, 13,20% có chủ hộ là nữ không có mặt chồng, và 27,70% là không lập gia đình. 24,80% của tất cả các hộ gia đình đã được tạo thành từ các cá nhân và 11,80% có người sống một mình 65 tuổi trở lên đã được người. Bình quân mỗi hộ là 2,58 và cỡ gia đình trung bình là 3,07.
Trong quận, dân số đã được trải ra với 20,70% ở độ tuổi dưới 18, 9,30% 18-24, 37,70% 25-44, 20,60% 45-64, và 11,70% người 65 tuổi trở lên. Tuổi trung bình là 36 năm. Cứ mỗi 100 nữ có 155,80 nam giới. Cứ mỗi 100 nữ 18 tuổi trở lên, đã có 173,40 nam giới.
Thu nhập trung bình cho một hộ gia đình trong quận đã được $ 31.957, và thu nhập trung bình cho một gia đình là 37.513 Mỹ kim. Nam giới có thu nhập trung bình 27.070 USD so với 21.577 USD đối với nữ giới. Thu nhập trên đầu cho các quận được 13.838 USD. Giới 12,70% gia đình và 16,50% dân số sống dưới mức nghèo khổ. 